# Baeopterus philpotti
Baeopterus philpotti är en tvåvingeart som först beskrevs av Malloch 1933.  Baeopterus philpotti ingår i släktet Baeopterus och familjen tångflugor. Inga underarter finns listade i Catalogue of Life.